# Lịch
Lịch (chữ Anh: Calendar), hoặc gọi lịch pháp, là phương pháp tính toán thời gian được xây dựng dựa trên hiện tượng thiên văn, nhằm đáp ứng nhu cầu sinh hoạt hàng ngày của con người. Lịch pháp sử dụng ngày làm đơn vị cơ bản để tính thời gian. Khoảng thời gian ngắn hơn một ngày thuộc phạm vi đo lường thời gian (giờ, phút, giây). Lịch pháp chủ yếu chia thành ba loại: Dựa trên sự thay đổi vị trí của Mặt Trời theo các mùa trong năm gọi là dương lịch, lịch Gregory thông dụng trên quốc tế hiện nay là một loại dương lịch; dựa trên chu kì quay của Mặt Trăng quanh Trái Đất gọi là âm lịch; kết hợp chu kì của Mặt Trăng (tháng sóc vọng) và chu kì của Mặt Trời (năm hồi quy) gọi là âm-dương lịch, vì nguyên do 12 tháng sóc vọng không khớp hoàn toàn với một năm hồi quy, cho nên trong âm-dương lịch có thiết lập thêm tháng nhuận để điều chỉnh sao cho phù hợp với cả chu kì Mặt Trăng và Mặt Trời, nông lịch Trung Quốc là một loại âm-dương lịch.
Trong lịch pháp còn bao gồm các đơn vị thời gian khác, như: Tiết khí (các mốc khí hậu trong một năm), thế kỉ (khoảng thời gian 100 năm), niên đại (khoảng thời gian 10 năm).
Tại Trung Quốc, tồn tại hai cách gọi phổ biến về lịch pháp: Công lịch (chính là lịch Gregory, dương lịch) và Nông lịch (chính là âm-dương lịch, năm nhuận có 13 tháng, bởi vì vào năm đó Mặt Trăng phải quay quanh Trái Đất 13 lần mới hoàn thành một năm).
Theo tiêu chuẩn phân loại, âm lịch đối lập với dương lịch, và khi kết hợp thêm âm-dương lịch, toàn bộ hệ thống lịch pháp chỉ bao gồm ba loại đó. Mọi loại lịch pháp trên thế giới đều không nằm ngoài phân loại của ba nhóm chính đó. Lịch Gregory (hay còn gọi là công lịch, tân lịch) được sử dụng phổ biến trên toàn cầu thực chất là một loại dương lịch, trong khi nông lịch truyền thống Trung Quốc (hay còn gọi là cựu lịch) thuộc âm-dương lịch.
Nông lịch Trung Quốc, lịch Ấn Độ và lịch Hebrew đều thuộc hệ thống âm-dương lịch, với một năm có 12 hoặc 13 tháng. Trong khi đó, lịch Islam là một loại thuần âm lịch, một năm chỉ có 12 tháng. Sau Cách mạng Tân Hợi, Trung Quốc bắt đầu chọn dùng công lịch phương Tây, chính là lịch Gregory, để đối lập với lịch pháp truyền thống của mình.
Mọi lịch pháp đều cần có một "lịch nguyên", được coi là sự đánh dấu mốc khởi đầu của thời gian. Do mỗi lịch pháp có cách xác định khác nhau, cho nên "nguyên đán" (tức ngày đầu năm mới) cũng không đồng nhất. "Nguyên đán" thông thường chỉ ngày mùng một tháng đầu tiên của lịch pháp đó. Thời điểm nào được lịch pháp quy định là tháng nguyên nguyệt (hay còn gọi là chính nguyệt, tức là tháng đầu năm) sẽ quyết định ngày nguyên đán của lịch đó.

## Các hệ thống lịch
Các loại lịch được sử dụng hiện nay trên Trái Đất phần lớn là dương lịch, âm lịch, âm dương lịch hay lịch tùy ý.
- Âm lịch được đồng bộ theo chuyển động của Mặt Trăng (các tuần trăng); một ví dụ là lịch Hồi giáo.
- Dương lịch dựa trên thay đổi thấy được theo mùa, được đồng bộ theo chuyển động biểu kiến của Mặt Trời; một ví dụ là lịch Ba Tư.
- Âm dương lịch là lịch được đồng bộ theo cả chuyển động của Mặt Trăng và chuyển động biểu kiến của Mặt Trời; một ví dụ là lịch Do Thái.
- Lịch tùy ý không được đồng bộ theo Mặt Trăng hay Mặt Trời; ví dụ như tuần hay ngày Julius được sử dụng bởi các nhà thiên văn học.
- Lịch Maya
- Lịch vạn niên là cuốn lịch được dùng cho nhiều năm và được biên soạn theo chu kỳ ngày tháng năm. Những thông tin mà cuốn lịch cung cấp dựa trên thuyết ngũ hành âm dương, tương sinh tương khắc và thập can, thập nhị chi, cửu cung, bát quái.

Đã từng có một vài loại lịch có lẽ được đồng bộ theo chuyển động của Kim Tinh, chẳng hạn như các loại lịch Ai Cập cổ đại; việc đồng bộ theo chuyển động của Kim Tinh chủ yếu diễn ra ở các nền văn minh gần đường xích đạo.

### Dương lịch

#### Các ngày sử dụng trong dương lịch
Dương lịch gắn mỗi ngày tháng cụ thể cho từng ngày mặt trời. Một ngày có thể là chu kỳ giữa bình minh và hoàng hôn, với chu kỳ kế tiếp là đêm, hoặc nó có thể là chu kỳ của hai sự kiện giống nhau và kế tiếp nhau, chẳng hạn hai hoàng hôn kế tiếp. Độ dài khoảng thời gian kế tiếp nhau của hai sự kiện như vậy có thể cho phép thay đổi chút ít trong suốt cả năm, hoặc nó có thể là trung bình của ngày mặt trời trung bình. Các dạng khác của lịch có thể sử dụng ngày mặt trời.

#### Các lịch Julius và Gregory
Dưới thời Cộng hòa La Mã, dương lịch Julius đã được chấp thuận. Số ngày trong tháng của nó là dài hơn so với chu kỳ của Mặt Trăng, vì thế nó không thuận tiện để theo dõi các pha của Mặt Trăng, nhưng nó là đủ tốt để theo dõi thay đổi của các mùa. Mỗi năm trong lịch có 365 ngày, ngoại trừ mỗi năm thứ tư là năm nhuận có 366 ngày. Vì thế năm trung bình của lịch này là 365,25 ngày.
Không may là năm chí tuyến Trái Đất là nhỏ hơn một chút so với 365,25 ngày (nó xấp xỉ 365,2422 ngày), vì thế lịch này mặc dù chậm nhưng cũng lệch dần với sự đồng bộ theo mùa. Vì lý do này, sau này lịch Gregory đã được chấp thuận bởi phần lớn các quốc gia ở phương Tây, bắt đầu từ năm 1582, và từ đó nó đã trở thành lịch phổ biến và thông dụng nhất trên thế giới. Đáng chú ý là đế chế Nga đã từ chối thay đổi từ lịch Julius sang lịch Gregory cho đến tận cuộc Cách mạng tháng Mười Nga năm 1917, khi những người bôn sê vích đã chuyển sang sử dụng lịch Gregory. Vì thế, ngày tháng trong lịch sử Nga hoặc được ghi cả hai số liệu của hai loại lịch này hoặc được ghi chú rõ là theo lịch nào để tránh nhầm lẫn.

#### Cải cách trong tương lai
Có nhiều đề nghị cải cách lịch, chẳng hạn như lịch thế giới hay lịch cố định quốc tế (lịch vĩnh viễn quốc tế). Liên hiệp quốc đã cân nhắc đến việc xem xét các loại lịch cải cách này trong những năm thập niên 1950, nhưng các đề nghị này đã đánh mất phần lớn sự phổ biến của chúng.

### Âm lịch
Không phải tất cả các loại lịch đều sử dụng năm mặt trời như là đơn vị tính. Âm lịch là một trong số các loại lịch khác đó mà ngày trong tháng được tính theo các pha trong chu kỳ của Mặt Trăng. Vì độ dài của tháng Mặt Trăng không phải là một phần thập phân hữu tỷ của độ dài năm chí tuyến nên năm âm lịch thuần túy nhanh chóng sai lệch với sự thay đổi mùa. Tuy nhiên nó là bất biến khi xem xét trong tương quan với một số hiện tượng khác, chẳng hạn như thủy triều (con nước). Âm dương lịch là một biến thái của âm lịch nhưng có tính đến sự bù lại cho các sai lệch này bằng cách bổ sung thêm một tháng để có thể điều chỉnh các tháng tương đối phù hợp theo mùa.
Âm lịch được cho là lịch cổ nhất được phát minh bởi loài người. Những người Cro-Magnon được coi là đã phát minh ra âm lịch vào khoảng 32.000 năm TCN.

### Lịch tài chính
Lịch tài chính (chẳng hạn như lịch 5/4/4) cố định mỗi tháng ở một con số cụ thể của tuần để thuận tiện trong so sánh từ tháng qua tháng, từ năm qua năm. Tháng Một luôn luôn có chính xác 5 tuần (từ Chủ Nhật đến thứ Bảy), tháng Hai có 4 tuần, tháng Ba có 4 tuần, v.v. Lưu ý rằng loại lịch này nói chung cần bổ sung tuần thứ 53 cứ sau mỗi 5 đến 6 năm, nó có thể được thêm vào tháng 12 hoặc không, phụ thuộc vào cách thức mà tổ chức sử dụng những ngày này. Có một tiêu chuẩn quốc tế để thực hiện điều này (tuần ISO). Tuần ISO chạy từ thứ Hai đến Chủ Nhật và tuần 1 luôn luôn là tuần chứa ngày 4 tháng 1 của lịch Gregory.

## Các phân chia trong lịch
Gần như mọi loại lịch đều nhóm một số các ngày kế tiếp nhau thành "tháng" và các tháng thành "năm". Trong dương lịch, năm xấp xỉ bằng năm chí tuyến Trái Đất (là khoảng thời gian Trái Đất cần để thực hiện đủ một chu kỳ các mùa), thông thường được sử dụng để làm thuận tiện cho việc lập kế hoạch của các hoạt động sản xuất trong nông nghiệp. Trong âm lịch, tháng có độ dài xấp xỉ một chu kỳ của Mặt Trăng.
Các ngày kế tiếp nhau có thể được nhóm thành các chu kỳ khác, chẳng hạn như tuần.
Vì số lượng ngày trong năm chí tuyến không phải là một số nguyên, dương lịch phải có số lượng ngày khác nhau tùy theo từng năm. Điều này có thể thực hiện được với năm nhuận. Điều tương tự cũng diễn ra với tháng của âm lịch hay của âm dương lịch. Tất cả những cái này được gọi chung là nhuận.
Các nền văn hóa có thể định nghĩa các đơn vị thời gian khác, chẳng hạn như tuần hay quý, để phục vụ cho mục đích lập biểu thời gian để điều chỉnh các hoạt động cơ bản mà trong trường hợp đó tháng hay năm không phù hợp cho lắm.

## Các loại lịch khác

### Lịch hoàn thiện và không hoàn thiện
Lịch có thể là hoàn thiện hay không hoàn thiện. Lịch hoàn thiện là lịch cung cấp cách để đặt tên cho từng ngày kế tiếp nhau, trong khi lịch không hoàn thiện thì không làm được như vậy. Lịch sớm nhất của người La Mã chẳng hạn đã không có cách để gọi ngày trong các tháng mùa đông, ngoài cách gọi cả mớ là "mùa đông", là một ví dụ của lịch không hoàn thiện, trong khi lịch Gregory là một ví dụ của lịch hoàn thiện.

### Lịch thực dụng, lý thuyết và hỗn hợp
Lịch có thể là thực dụng, lý thuyết hay hỗn hợp.
- Lịch thực dụng là lịch dựa trên các quan sát, một ví dụ là lịch tôn giáo của đạo Hồi và lịch tôn giáo của đạo Do Thái trong thời kỳ Thánh Đường. Những loại lịch như thế còn gọi là lịch quan sát hay lịch thiên văn. Ưu điểm: là nó có độ chính xác hoàn hảo và vĩnh cửu. Khuyết điểm: là một ngày tháng cụ thể nào đó diễn ra khi nào rất khó xác định trước.
- Lịch lý thuyết là loại lịch dựa trên một tập hợp các quy tắc chặt chẽ; một ví dụ là lịch Do Thái. Những loại lịch như thế còn gọi là lịch quy tắc hay lịch số học. Ưu điểm: là dễ dàng tìm thấy khi nào diễn ra một ngày cụ thể nào đó. Khuyết điểm: là có độ chính xác không hoàn hảo. Ngoài ra, nếu cố gắng tạo ra lịch chính xác hơn, thì độ chính xác của nó cũng bị sai theo thời gian do sự thay đổi của sự tự quay của Trái Đất. Điều này giới hạn thời gian sống của lịch lý thuyết chỉ trong vài nghìn năm. Sau đó, các quy tắc cần phải được sửa đổi theo các quan sát có từ khi phát minh ra lịch, tạo ra một loại lịch hỗn hợp.
- Lịch hỗn hợp tổ hợp các nét đặc trưng của lịch thực dụng và lịch lý thuyết. Nó thông thường có nguồn gốc là lịch lý thuyết nhưng được điều chỉnh một cách thực dụng khi một số các loại hình bất đồng bộ xuất hiện rõ nét; sự chuyển đổi từ lịch Julius sang lịch Gregory là một ví dụ.

Lịch Gregory, như là một ví dụ cuối cùng, là một loại dương lịch hoàn thiện và hỗn hợp.

### Lịch tôn giáo
Mục đích sử dụng quan trọng nhất của lịch hiện đại là theo dõi năm cử hành và việc theo dõi các ngày lễ tôn giáo.
Mặc dù lịch Gregorian tự nó có động cơ về mặt lịch sử liên quan đến việc tính ngày lễ Phục sinh, bây giờ nó đã được sử dụng trên thế giới trên toàn thế giới như là tiêu chuẩn trên thực tế . Cùng với việc sử dụng lịch Gregorian cho các vấn đề thế tục, vẫn còn một số lịch sử dụng cho các mục đích tôn giáo.
Các Kitô hữu phương Đông, kể cả Nhà thờ Chính thống, sử dụng lịch Julian.
Các lịch Hồi giáo hoặc Hijri, là một âm lịch bao gồm 12 tháng âm lịch trong một năm 354 hoặc 355 ngày. Nó được sử dụng để ghi lại các sự kiện ở hầu hết các quốc gia Hồi giáo (đồng thời với lịch Gregorian) và được sử dụng bởi người Hồi giáo khắp nơi để xác định ngày thích hợp để tổ chức các ngày thánh lễ và lễ hội Hồi giáo. Kỷ nguyên của nó là Hijra (tương ứng năm 622 của kỷ nguyên Dionysian). Với mức tăng hàng năm 11 hoặc 12 ngày, mối quan hệ theo mùa được lặp lại mỗi năm trong khoảng 33 năm Hồi giáo.
Các lịch Hindu khác nhau vẫn được sử dụng tại Tiểu Lục địa Ấn Độ, bao gồm lịch Nepali, lịch Bengali, lịch Malayalam, lịch Tamil, Vikrama Samvat được sử dụng ở miền Bắc Ấn Độ và lịch Shalivahana ở tiểu bang Deccan.
Các lịch Phật giáo và lịch âm dương truyền thống của Campuchia, Lào, Myanmar, Sri Lanka và Thái Lan cũng được dựa trên một phiên bản cũ của lịch Hindu.
Hầu hết các lịch Hindu đều được thừa hưởng từ hệ thống được tiên đoán trong Vedanga Jyotisha của Lagadha, được chuẩn hóa trong Sūrya Siddhānta và sau đó được cải tạo bởi các nhà thiên văn học như Āryabhaṭa (499 CE), Varāhamihira (thế kỷ thứ 6) và Bhāskara II (thế kỷ 12).
Các lịch Hebrew được sử dụng bởi người Do Thái trên toàn thế giới cho các vấn đề tôn giáo và văn hóa, cũng ảnh hưởng đến các vấn đề dân sự ở Israel (như ngày lễ quốc gia) và có thể được sử dụng có cho giao dịch kinh doanh (ví dụ như đối với hẹn hò của kiểm tra).
Bahá'ís trên toàn thế giới sử dụng lịch Bahá'í

### Lịch quốc gia
Lịch Trung Quốc, Hebrew, Hindu và Julian được sử dụng rộng rãi cho các mục đích tôn giáo và xã hội.
Lịch Iran (Ba Tư) được sử dụng ở Iran và một số vùng của Afghanistan. Các lịch Ethiopia hoặc Ethiopia lịch là lịch chủ yếu được sử dụng trong Ethiopia và Eritrea, với lịch Oromo cũng được sử dụng trong một số lĩnh vực. Tại Somalia lân cận, lịch Somali cùng tồn tại song song với lịch Gregorian và Hồi giáo. Ở Thái Lan, nơi mà lịch Thái dương Thái Lan được sử dụng, tháng và ngày đã thông qua tiêu chuẩn phương Tây, mặc dù những năm đó vẫn dựa trên lịch Phật giáo truyền thống.

### Lịch năng lượng mặt trời
Lịch năng lượng mặt trời chỉ định một ngày cho mỗi ngày mặt trời. Một ngày có thể bao gồm khoảng thời gian giữa mặt trời mọc và hoàng hôn, với một khoảng thời gian sau của đêm hoặc có thể là khoảng thời gian giữa các sự kiện liên tiếp như hai buổi hoàng hôn. Chiều dài của khoảng giữa hai sự kiện liên tiếp như vậy có thể được thay đổi chút ít trong năm, hoặc có thể được tính trung bình vào một ngày mặt trời trung bình. Các loại lịch khác cũng có thể sử dụng một ngày năng lượng mặt trời. 
Về cơ bản lịch năng lượng mặt trời gần giống đồng hồ mặt trời.

## Sử dụng
Sử dụng cơ bản nhất của lịch là để xác định ngày: để có thể thông báo và/hoặc chấp thuận các sự kiện tương lai và ghi chép lại các sự kiện đã xảy ra. Các ngày có thể có ý nghĩa đối với các mùa thông thường, tôn giáo hay xã hội. Ví dụ, lịch cung cấp cách thức để xác định ngày nào là những ngày lễ tôn giáo hay ngày lễ công cộng, những ngày nào đánh dấu sự bắt đầu hay kết thúc của các chu kỳ hoạt động sản xuất-kinh doanh, cũng như ngày nào là có giá trị pháp lý như ngày hết hạn trong các hợp đồng hay ngày nộp thuế. Cũng có lịch còn cung cấp thêm thông tin khác có ích chẳng hạn như thông tin về ngày hay mùa của nó.
Lịch được sử dụng như là một phần của hệ thống duy trì thời gian hoàn hảo: ngày tháng và thời gian của một ngày cùng nhau chỉ ra các thời điểm theo thời gian. Trong thế giới hiện đại, các loại lịch đã không còn là một phần quan trộng trong hệ thống ấy, do sự ra đời của các loại đồng hồ có độ chính xác cao đã làm cho khả năng ghi chép thời gian là độc lập với các sự kiện thiên văn.

### Sử dụng hiện tại
Lịch được sử dụng rộng rãi nhất ngày nay là lịch Gregory, trên thực tế nó là tiêu chuẩn quốc tế, và nó được sử dụng ở mọi nơi trên khắp thế giới cho các mục đích thông thường, bao gồm cả Trung Quốc và Ấn Độ là những quốc gia trước đây sử dụng lịch khác. Lịch Do Thái là lịch chính thức của chính quyền Israel, nhưng lịch Gregory được sử dụng rộng rãi hơn trong kinh doanh ở Israel và càng ngày càng được ưa chuộng hơn. Lịch Ba Tư được sử dụng ở Iran và Afghanistan. Lịch Hồi giáo được sử dụng bởi những người theo đạo Hồi trên toàn thế giới. Các loại lịch Trung Quốc, Hêbrơ, Hindu và lịch Julius cũng được sử dụng rộng rãi trong các mục đích tôn giáo và/hoặc xã hội.
Mặc dù nói chung lịch Gregory được sử dụng rộng rãi nhưng các loại lịch khác cũng được sử dụng, chẳng hạn như lịch tài chính.